# Darapsa pampinatrix
Darapsa pampinatrix är en fjärilsart som beskrevs av John Abbot och Smith 1797. Darapsa pampinatrix ingår i släktet Darapsa och familjen svärmare. Inga underarter finns listade i Catalogue of Life.